# Vsetín
Vsetín (tjeckiskt uttal: [ˈfsɛciːn], tyska: Wsetin) är en stad i regionen Zlín i Tjeckien. Den har 26 394 invånare (2016), och ligger vid Vsetínská Bečva-floden.

## Sport
Här håller ishockeyklubben VHK Vsetín till.